# Drepanolejeunea bakeri
Espèce
Statut de conservation UICN

 EN B1+2cd : En danger
Drepanolejeunea bakeri est une espèce de plantes de la famille des Lejeuneaceae.

## Publication originale
- Annales Bryologici 3: 148. 1930.